# KJAQ
KJAQ (96,5 MHz) é uma estação de rádio FM comercial em Seattle, Washington. KJAQ exibe um formato de música para adultos com a marca "Jack FM". É propriedade da iHeartMedia, Inc. Os estúdios e escritórios ficam no bairro de Belltown, a noroeste do centro de Seattle.
O KJAQ possui uma Potência Irradiada Efetiva (ERP) de 49.000 watts (52.000 com inclinação do feixe). O transmissor está na Montanha do Tigre em Issaquah. KJAQ transmite no formato HD Radio. O sub-canal HD-2 possui um formato de rock alternativo e HD-3 simulcasts para todos os esportes KFNQ, também de propriedade da iHeart.

## História

### Clássica e R&B
A estação assinou no ar em 1959 como KLSN. Era uma emissora de música clássica transmitida pelo University Village Shopping Center, de propriedade de uma companhia chamada "Sight and Sound".
Em 1973, a estação foi adquirida pela Carl-Del, Inc., que também possuía AM 1460 KYAC (agora KARR), com o FM passando para um formato simulcast de R&B da estação AM, e mudou as cartas de chamada para KYAC-FM. As estações usavam o slogan "A alma do som", referindo-se ao Puget Sound.

### Top 40 e Soft AC
Em fevereiro de 1977, depois que a O'Day Broadcasting comprou a estação, as letras de chamada mudaram para KYYX. Ele carregou um formato Top 40 até o final de 1982, quando a estação mudou para a música New Wave. A estação se chamava "96.5 The Wave" e contava com personalidades do rádio como Mike "Beaver" Bell, Damien, Stephen Rabow, John Langan e Van Johnson. O nome da emissora era "The Rock of the 80s".
Em dezembro de 1983, a Madison Park Broadcasting adquiriu a KYYX. Em 26 de março de 1984, Madison Park anunciou que a estação mudaria de formato dentro de alguns meses devido a classificações e receitas ruins. Em 13 de maio, a estação mudou para o contemporâneo adulto suave como KKMI. Em dezembro daquele ano, a Madison Park vendeu a emissora para Behan, que mudou o formato para "Quality Rock KQ-96", KQKT, em maio de 1985.

### Album Rock e Country
A Shamrock Broadcasting comprou a estação no outono de 1986. Em 5 de janeiro de 1987, 96.5 foram para a KXRX, uma estação de rock de álbuns com personalidade Robin & Maynard de manhã, Larry Snyder no meio da tarde, tardes de Crow e West, noites de Beau Roberts e Scott Vanderpool durante a noite.
A Alliance Broadcasting comprou a estação de Shamrock em maio de 1994. Em 25 de junho, KXRX começou nanismo com rotinas de comédia. Em 29 de junho às 5:30   pm, a estação começou uma contagem regressiva robótica que começou em 40.000 e terminou em 1. No entanto, em vez de terminar a contagem regressiva em 1, ela contava até 40.000 e depois voltava para 1. No dia 1 de julho, às 15 horas, a Alliance mudou a estação para um formato de música country como "Young Country 96.5" com as letras de chamada KYCW-FM. Foi a terceira estação de FM do país no mercado de rádio de Seattle, competindo contra a KMPS-FM e a KCIN.

### Compra Infinity/Acessos dos anos 80/Classic Alternative
Alliance fundiu-se com a Infinity Broadcasting em setembro de 1995. Pouco depois, a Infinity vendeu a KYCW para a EZ Communications em fevereiro de 1996, com a KYCW se juntando à KM e à KCIN sob propriedade comum. Isso levou o EZ a mudar o KCIN para o Rhythmic AC no mês seguinte. A EZ Communications foi comprada pela American Radio Systems em julho de 1997. Em setembro, a ARS foi comprada pela Infinity, que devolveu a estação à propriedade Infinity. A Infinity então se fundiu com a divisão de rádio da CBS no mesmo ano. Por um tempo, ele reteve o nome "Infinity", mas foi renomeado para CBS Radio em dezembro de 2005.
Em 17 de dezembro de 1999, a Infinity lançou o KYCW-FM para todos os hits dos anos 80, com a marca "96.5 The Point". As letras de chamada se tornaram KYPT. "The Point" teve algum sucesso inicial, mas depois declinou nos ratings. Em 2001, grande parte do pessoal no ar foi demitido, levando a rumores de uma mudança de formato para adultos contemporâneos. No entanto, a estação continuou com o formato dos anos 80 e trouxe uma nova equipe aérea. Apesar das mudanças, os ratings continuaram a cair.
Em 19 de dezembro de 2003, às 17h   pm, depois de tocar "Burning Down the House" de Talking Heads, o KYPT mudou para o Classic Alternative Rock como "96-5 K-Rock". As letras de chamada mudaram para o KRQI no dia de Ano Novo de 2004. A estação tocou músicas de artistas alternativos clássicos como Foo Fighters, Kid Rock, Iggy Pop, Red Hot Chili Peppers, REM, U2 e Depeche Mode, além de capitalizar com os artistas grunge de Seattle, como Nirvana, Pearl Jam e Alice in Chains. e Soundgarden . Competiu com a estação alternativa mais estabelecida KNDD . Antes da estreia do KRQI, 29 horas antes, o KNDD ajustou-se para um formato alternativo baseado em ouro. KRQI trouxe ex-personalidades KNDD Andy Savage e Bill Reid para manhã e tarde de tempo de unidade. As classificações para a estação nesse formato eram ruins.

### Jack-FM
Em 22 de abril de 2005, às 10:00, depois de tocar "Black" pela banda de Seattle Pearl Jam, o KRQI virou para o formato atual do Adult Hits como "96-5 Jack FM". A primeira música de "Jack", de Seattle, foi "Get the Party Started", de P!nk.
Jim Tripp foi contratado como diretor do programa. As cartas de chamada da estação foram alteradas para KJAQ em 7 de maio de 2005.

### Venda para o iHeartMedia
Em 2 de fevereiro de 2017, a CBS Radio anunciou que iria se fundir com a Entercom, que já possuía quatro estações de FM em Seattle, KHTP, KISW, KKWF e KNDD . Em 10 de outubro, a CBS Radio anunciou que, como parte do processo de obtenção da aprovação regulamentar da fusão, a KJAQ seria uma das dezesseis estações que seriam alienadas pela Entercom, juntamente com as estações irmãs KZOK e KFNQ . (Entercom manteria KMPS.) 
Em 1.º de novembro, a iHeartMedia anunciou que adquiriria KJAQ, KZOK e KFNQ. Para atender aos limites de propriedade estabelecidos pela FCC, a KFOO e a KUBE foram alienadas para o Ocean Stations Trust antes de uma venda para um proprietário diferente. Até à conclusão da alienação da KFOO e da KUBE para o trust, a CBS colocou o KJAQ, o KZOK e o KFNQ no Entercom Divestiture Trust. A fusão da CBS e da Entercom foi aprovada em 9 de novembro e o negócio foi consumado no dia 17. A venda do KJAQ para a iHeartMedia foi oficialmente concluída em 19 de dezembro.

## Rádio HD
- O 96.5-HD1 transporta o formato analógico ("96-5 Jack FM") da frequência FM 96.5 padrão.
- O 96.5-HD2 possui um formato de rock alternativo conhecido como "Alt 96.5 HD2", transferido da antiga estação irmã KFOO.
- O 96.5-HD3 transporta um simulcast de KFNQ 1090 AM formatado para esportes.[27]